# Sohlenwasserdruck
Sohlenwasserdruck, auch Sohlwasserdruck ist die Wirkung des Auftriebs auf die Gründungssohle von Flächengründungen und Wasserbauwerken wie zum Beispiel einer Talsperre oder einem Wehr. Der Sohlenwasserdruck ist eine nach oben wirkende Kraft, die der Gewichtskraft des Bauwerks entgegenwirkt. An der Wasserseite des Bauwerks hat der Sohlenwasserdruck in der Regel die gleiche Größe wie der Wasserdruck aus dem Stauraum. Er baut sich zwischen der Wasserseite und der Luftseite ab.
Der Sohlenwasserdruck unter Staumauern wird an Druckmessstellen oder in Bohrlöchern gemessen. Man misst entweder den Wasserdruck direkt mit einem Manometer oder die Höhe des Pegels in einem Standrohr (Standrohrspiegelhöhe).
Der Sohlenwasserdruck lässt sich auch aus einem Strömungsnetz ermitteln.
Der Sohlenwasserdruck hat Bedeutung für die Standsicherheit von Staumauern, speziell von Gewichtsstaumauern. Man kann ihn reduzieren, indem man einen Dichtungsschleier (eine Verpressung) oder eine Drainage anlegt. Die Abminderung des Sohlenwasserdrucks wird als Lambda-Wert bezeichnet.